# Нерли, Франческо (старший)
Франческо Нерли старший (итал. Francesco Nerli il Vecchio; 1594, Флоренция, Великое герцогство Тосканское — 6 ноября 1670, Рим, Папская область) — итальянский кардинал. Дядя кардинала Франческо Нерли младшего. Епископ Пистои с 14 февраля 1650 по 16 декабря 1652. Архиепископ Флоренции с 16 декабря 1652 по 6 ноября 1670. Кардинал-священник с 29 ноября 1669, с титулом церкви Сан-Бартоломео-аль-Изола с 19 мая по 6 ноября 1670.